# Cordylomera spinicornis
Cordylomera spinicornis es una especie de escarabajo longicornio del género Cordylomera, tribu Phoracanthini, subfamilia Cerambycinae. Fue descrita científicamente por Fabricius en 1775.

## Descripción
Mide 15-26 milímetros de longitud.

## Distribución
Se distribuye por Angola, Benín, Camerún, Costa de Marfil, Gabón, Ghana, Guinea, Guinea Ecuatorial, Liberia, Mozambique, Níger, Nigeria, Uganda, República Centroafricana, República Democrática del Congo, República del Congo, Senegal, Sierra Leona, Tanzania, Togo y Zanzíbar.